# 岩立沙穂
岩立 沙穂（いわたて さほ、1994年〈平成6年〉10月4日 - ）は、日本のアイドルであり、女性アイドルグループAKB48のメンバーである。
神奈川県出身。TRUSTAR所属。

## 来歴
子どもの頃からアイドルに憧れて興味を持ち、AKB48加入前にはオーディション情報誌「De☆View」の誌上オーディション『Push!』に登場していたことがある。その後、乃木坂46の1期生オーディションを受け落選し、AKB48のオーディションを受け2度の落選を経験するも、2011年9月24日、AKB48第13期生オーディション最終審査において仮合格。同年12月8日にAKB48劇場で開催された『AKB48 6周年特別記念公演』においてお披露目された。
2013年8月24日に東京ドームで開催された『真夏のドームツアー〜まだまだやらなきゃいけないことがある〜』において、峯岸みなみをキャプテンとして新発足したチーム4への昇格が発表される。
同年11月3日に行われた峯岸チーム4「手をつなぎながら」公演の初日公演に出演。
2014年5月から6月かけて投票が実施された『AKB48 37thシングル 選抜総選挙』では66位となり、アップカミングガールズに選出される。
2016年5月から6月にかけて投票が実施された『AKB48 45thシングル 選抜総選挙』では51位となり、フューチャーガールズに選出される。
2017年5月30日から6月16日にかけて投票が実施された『AKB48 49thシングル 選抜総選挙』では42位となり、ネクストガールズに選出される。
同年12月8日に行われた『AKB48劇場12周年特別記念公演』で発表された組閣人事において、チームBに異動することとなった（新チーム体制への移行は2018年4月から）。
2018年5月29日から6月15日にかけて投票が実施された『AKB48 53rdシングル 世界選抜総選挙』では22位となり、アンダーガールズに選出される。
2019年5月2日に行われた高橋朱里チームB「シアターの女神」公演の高橋朱里卒業公演において、高橋朱里よりチームBの新キャプテンに指名された。
2020年2月24日、渋谷ストリームで開催された『2020 AKB48新ユニット！新体感ライブ祭り♪』公演で派生ユニット『Honey Harmony』（ハニーハーモニー）のメンバーとしてパフォーマンスを披露した。
2023年、公演中に右手をマイクを当ててしまい人差し指の靭帯を損傷。6月10日と12日の劇場公演の出演を欠席する。同年6月12日、株式会社DHからTRUSTARへ移籍したことを発表した。

## 人物
愛称は、さっほー。
4歳下の弟が1人いる。親の言うことはちゃんと聞くタイプ。
趣味は駅弁を食べること。本格的に駅弁を興味を持ったのはAKB48に加入後で、家族が駅弁大会で買ってきた「大玉ほたてとうに弁当」のクオリティに感動して以来、仕事の合間を縫って自ら駅弁大会に通い詰めるようになった。思い出に残っている駅弁には、三陸リアス亭の「うに弁当」や根室本線厚岸駅の「かきめし」を挙げている。
Jリーグ川崎フロンターレのサポーターである。

### AKB48
キャッチフレーズは「皆さん、発声練習始めます。やっほー!」。
柏木由紀の卒業日翌日の2024年5月1日から、AKB48メンバーで最年長である。斉藤真木子が2024年12月31日にSKE48を卒業したことにより、AKB48グループのメンバーとしても最年長となった。
同期の北澤早紀とはのんびりしている共通点から、非公式ユニット「のろりんず」を組んでいた。
2025年6月、謎解きを趣味とする橋本陽菜・向井地美音・武藤小麟とともに、AKB謎解き部を結成した。

## AKB48での参加楽曲

### シングル選抜楽曲
「ギンガムチェック」に収録
- あの日の風鈴 - 「ウェイティングガールズ」名義

「UZA」に収録
- 大人への道 - 「研究生」名義

「永遠プレッシャー」に収録
- 私たちのReason

「So long !」に収録
- 強い花 - 「研究生」名義

「さよならクロール」に収録
- LOVE修行 - 「研究生」名義

「恋するフォーチュンクッキー」に収録
- 青空カフェ

「ハート・エレキ」に収録
- 清純フィロソフィー - 「Team 4」名義

「鈴懸の木の道で「君の微笑みを夢に見る」と言ってしまったら僕たちの関係はどう変わってしまうのか、僕なりに何日か考えた上でのやや気恥ずかしい結論のようなもの」に収録
- Mosh & Dive

「前しか向かねえ」に収録
- KONJO - 「Talking Chimpanzees」名義

「ラブラドール・レトリバー」に収録
- ハートの脱出ゲーム - 「Team 4」名義

「心のプラカード」に収録
- チューインガムの味がなくなるまで - 「アップカミングガールズ」名義

「希望的リフレイン」に収録
- Ambulance - 「ゆり組」名義
- 目を開けたままのファーストキス - 「Team 4」名義
- Reborn - 「チームサプライズ」名義

「唇にBe My Baby」に収録
- なんか、ちょっと、急に… - 「Team 4」名義

「翼はいらない」に収録
- 考える人 - 「Team 4」名義

「LOVE TRIP/しあわせを分けなさい」に収録
- 岸が見える海から - 「フューチャーガールズ」名義

「願いごとの持ち腐れ」に収録
- あの頃の五百円玉

「#好きなんだ」に収録
- 戸惑ってためらって - 「ネクストガールズ」名義

- 「Teacher Teacher」に収録
  - 君は僕の風 - 「AKB48グループ センター試験選抜」名義
  - 新しいチャイム - 「Team B」名義

「センチメンタルトレイン」に収録
- サンダルじゃできない恋 - 「アンダーガールズ」名義

「NO WAY MAN」に収録
- わかりやすくてごめん - 「PRODUCE48選抜」名義

「サステナブル」に収録
- 青春 ダ・カーポ  - 「AKB48カップリング選抜」名義
- 流れ星に何を願えばいいのだろう  - 「総監督とキャプテンズ」名義

「失恋、ありがとう」に収録
- また会える日まで

「根も葉もRumor」に収録
- 離れていても
- ブラックジャガー  - 「First Generation」名義

「元カレです」に収録
- 臆病なナマケモノ - 「Team A」名義

「久しぶりのリップグロス」に収録
- Sugar night - 「SHOWROOM選抜」名義

「どうしても君が好きだ」に収録
- 寝たふり - 「お料理選抜デザート部」名義

「アイドルなんかじゃなかったら」に収録
- 君は僕を覚えてるかな? - 「2nd Campus」名義

「カラコンウインク」に収録
- ライオンを狙え! - 「Universe Girls」名義

「恋 詰んじゃった」に収録
- 思いやり - 「3rd Campus」名義

「まさかのConfession」に収録
- 桜の花びらたち 2025
- タイムマシン不要論 - 「Universe Girls」名義
- 「Oh my pumpkin!」に収録
  - 意思の大木 - 「Under Girls」名義

### アルバム選抜楽曲
『1830m』に収録
- さくらんぼと孤独 - 「研究生」名義
- いつか見た海の底 - 「Up-and-coming girls」名義
- 青空よ 寂しくないか? - 「AKB48+SKE48+NMB48+HKT48」名義

『次の足跡』に収録 
- チーム坂 - 「Team 4」名義

『ここがロドスだ、ここで跳べ!』に収録
- 僕たちのイデオロギー
- 涙は後回し - 「峯岸Team 4」名義

『0と1の間』に収録
- 泣き言タイム - 「Team 4」名義

『なんてったってAKB48』に収録
- なんてったってアイドル - （小泉今日子のカバー）
- じゃあね - （おニャン子クラブのカバー）
- LOVEマシーン - （モーニング娘。のカバー）

### その他の参加楽曲
「やさしくするよりキスをして」（「渡辺美優紀」名義）に収録
- 春風ピアニッシモ - 「AKB48」名義

#### 配信限定楽曲
- NEKKOYA (PICK ME) - 「PRODUCE48」名義
- 近いのに離れてる
- 恋人いない選手権

### 未音源化曲

#### AKB48 チームサプライズ名義
ぱちスロAKB48 勝利の女神
- ヘビーローテーション
- AKBフェスティバル

ぱちんこAKB48-3 誇りの丘
- 誇りの丘

### 劇場公演ユニット曲
チームA 6th Stage「目撃者」
- ミニスカートの妖精（前座ガールズ）

チームK 6th Stage「RESET」
- 檸檬の年頃（前座ガールズ）

大場チーム4「僕の太陽」公演
- 僕とジュリエットとジェットコースター（バックダンサー）

研究生公演「RESET」
- 心の端のソファー

チームB 5th Stage「シアターの女神」
- ロマンスかくれんぼ（前座ガール）

研究生公演「僕の太陽」
- アイドルなんて呼ばないで（大森美優のアンダー）
- 愛しさのdefence（森川彩香のアンダー）
- 向日葵（西野未姫のアンダー）

チームKウェイティング公演
- Glory days（バックダンサー）

チームBウェイティング公演
- 檸檬の年頃（前座ガールズ）

2013年研究生公演「パジャマドライブ」
- 天使のしっぽ
- てもでもの涙（佐々木優佳里のアンダー）

峯岸チーム4「手をつなぎながら」公演
- この胸のバーコード

チームKウェイティング公演II「最終ベルが鳴る」
- おしべとめしべと夜の蝶々（永尾まりやのアンダー）

峯岸チーム4「アイドルの夜明け」公演
- 口移しのチョコレート

岩本輝雄「青春はまだ終わらない」公演
- ツンデレ!（大島涼花のアンダー）
- 青空カフェ

高橋朱里チーム4「夢を死なせるわけにいかない」公演
- Bye Bye Bye（朝長美桜のアンダー）
- となりのバナナ
- 記憶のジレンマ（高橋朱里のアンダー）

峯岸チームK「最終ベルが鳴る」公演
- おしべとめしべと夜の蝶々（永尾まりやのアンダー）
- 22人姉妹の歌（峯岸みなみのアンダー）

春風亭小朝「イブはアダムの肋骨」公演
- てもでもの涙（岡田奈々のアンダー）
- 君だけにChu!Chu!Chu!（岡田奈々のアンダー）

リバイバル公演「僕の太陽」（2016年開始）
- アイドルなんて呼ばないで（小嶋菜月・村山彩希のアンダー）
- 向日葵（中田ちさと・島田晴香のアンダー）

「サムネイル」公演
- ひび割れた鏡

木﨑チームB「ただいま恋愛中」公演
- 7時12分の初恋（矢吹奈子のアンダー）

高橋朱里→岩立チームB「シアターの女神」公演
- 嵐の夜には（川原美咲・高橋朱里のアンダー）
- ロッカールームボーイ
- 初恋よ こんにちは
- キャンディー
- 夜風の仕業（大竹ひとみのアンダー）

リバイバル公演「パジャマドライブ」
- 天使のしっぽ

「僕の夏が始まる」公演
- Oh! Baby!
- 最後にアイスミルクを飲んだのはいつだろう？

リバイバル公演「僕の太陽」（2021年開始）
- アイドルなんて呼ばないで（稲垣香織・佐藤妃星のアンダー）
- 愛しさのdefence（佐藤妃星のアンダー）
- 向日葵（稲垣香織のアンダー）

向井地チームA「重力シンパシー」公演
- 水曜日のアリス（福岡聖菜のアンダー）
- そのままで（大竹ひとみのアンダー）
- 思い出す度につらくなる（大竹ひとみ・福岡聖菜のアンダー）

## 出演

### ドラマ
- AKB48の歌 第9話・第10話「Better」（2022年7月16日・23日、ひかりTVチャンネル）- 芸能事務所社長・サホ 役[29]

### バラエティー番組
- 一億総リミッター解除バラエティ 衝動に駆られてみる（2023年7月16日、テレビ朝日）

### 舞台
- リーディングシアター「恋工場」（2016年9月19日、ベルサール渋谷ガーデン Cホール）[30]
- 2016年生命のコンサート・音楽劇「赤毛のアン」（2016年10月21日 - 23日、東京国際フォーラム ホールC） - ダイアナ・バリー 役[31]
- 2017年カナダ建国150周年記念コンサート 音楽劇「赤毛のアン」（2017年11月17日 - 19日、東京国際フォーラム ホールC） - ダイアナ・バリー 役（佐藤栞とのWキャスト）[32][33]
- 舞台版「マジムリ学園」（2018年10月19日 - 28日、日本青年館ホール） - ドラゴン 役[34]
- 山犬（2019年2月27日 - 3月3日、東京・サンシャイン劇場 / 3月6日 - 10日、大阪・ABCホール） - ハマダマコト / アキラ 役（2役）[35][36][37]
- 舞台「マジムリ学園-LOUDNESS-」（2021年8月20日 - 29日、品川プリンスホテル ステラボール） - ドラゴン 役[38]
- ミュージカル『THE SHOW TIME』（2021年10月23日 - 26日、池袋Mixalive Hallmixa） - 上田栞奈 役[39]
- J-CULTURE FEST presents 装束meets ミュージカル『不思議の国のひなまつり』（2022年3月3日 - 6日、東京国際フォーラム ホールB7） - 小野小町 役[40]
- 音楽劇「Zip＆Candy」（2022年6月9日 - 14日、かめありリリオホール） - キャンディー 役（大西桃香とのWキャスト）[41]
- ミュージカル『THE SHOWTIME 2nd STAGE』（2022年7月1日 - 10日、シアターグリーンBIG TREE THEATER）[42]
- 舞台「明日、君を食べるよ 2023」（2023年12月1日 - 3日、新宿村LIVE） - ミゾレ 役[43]
- Monkey Works Vol.11 「明日は捲る」（2024年5月15日 - 19日、シアターサンモール） - 主演・優 役[44]
- 舞台「地獄の控室」（2025年5月30日 - 6月8日、ザ・ポケット） - 主演・ミツキ  役（水湊美緒とのWキャスト） [45]

### 映画
- ホラーちゃんねる（2019年1月13日、秋葉原映画祭プレミア上映 / 9月27日、劇場公開、映画「ホラーちゃんねる」製作委員会） - 主演（菅原茉椰とのW主演）[46][47]

### ラジオ
- リッスン? 〜Live 4 Life〜（2014年8月14日・9月18日、文化放送） - パーソナリティ[48]
- リッスン? 2-3（2016年10月度、文化放送） - 月間パーソナリティ[49]
- オレたちゴチャ・まぜっ!〜集まれヤンヤン〜（2017年4月16日 - 2018年4月14日、MBSラジオ） - ヤンヤンガールズ9期生[50]

### 広報
- 公益財団法人自動車リサイクル促進センター 「自動車リサイクル くるくるダンス」（2020年1月 - ）[51]

### ネット配信
- 岩立沙穂・大盛真歩の推し事が好き過ぎて…（2023年10月26日 - 、ニコニコチャンネル）[52]

### イベント
- 豆腐プロレス The REAL 2017 WIP CLIMAX in 後楽園ホール（2017年8月29日、後楽園ホール） - さっほー岩立 役[53]
- 神奈川県警保土ケ谷署 一日警察署長（2019年1月10日、保土ケ谷区）[54]
- HoneyHarmony〜ハニハモカフェオープン〜（2020年9月18日 - 22日、神田明神文化交流館）[55]

### 配信ドラマ
- THE SHOW TIME（2021年10月14日 - 27日、「THE SHOW TIME」公式Twitter） [56]

### その他
- JACLA TV「JACLA CAFE」（2018年6月 - 、日本カーライフアシスト）[57]

## 書籍

### 著書
- 授業づくりネットワークNo.19（2015年10月6日、学事出版）ISBN 978-4761921224
- 実践! スマホ修行（2016年8月30日、学事出版、共著：藤川大祐・岡田彩花・村山彩希・飯野雅・大川莉央・込山榛香）ISBN 978-4761922757

### 雑誌・Web連載
- TABILISTA「さっほーの日本全国駅弁の旅」（2021年11月15日 - 2022年12月27日、双葉社）[58][注 2]
- BRAVO MOUNTAIN「さっほーの日本全国駅弁の旅」（2023年3月4日 - 、双葉社）[60][注 3]
- 月刊ENTAME「AKB48 ネ申コラム 駅弁アカデミック」（2022年6月30日 - 2023年3月30日、徳間書店）[62][63]
- ウォーカープラス「AKB48・岩立沙穂、駅弁極めます。」（2024年3月1日 - 、KADOKAWA）[64]